# Aleksandar Halifman
Aleksandr Halifman (rus. Александр Валерьевич Халифман) (Lenjingrad, 18. svibnja 1966.), sovjetski/ruski velemajstor i svjetski šahovski prvak (po FIDE).

## Životopis
Aleksandr Halifman je židovskog podrijetla. 
Naučio je igrati šah od svog oca kad je imao 6 godina.
Velemajstorsku titulu stekao je 1990., a jedan od njegovih naročito dobrih ranijih rezultata bilo je 1. mjesto na New York Openu iste godine, gdje je pobijedio ispred grupe jakih igrača.
Njegovo najpoznatije dostignuće je pobjeda na FIDE Svjetskom prvenstvu 1999, titula koju je držao do naredne godine. U tom je trenutku bio na 44. mjestu po rejtingu, što su neki ocijenili kao "minus" Garryju Kasparovu, "klasičnom" svjetskom prvaku, koji je bio broj 1 na listi. Nakon turnira Halifman je rekao: "Rejting sistem savršeno funkcionira za igrače koji igraju samo na turnirima po sistemu grupa. Mislim da se većini njih daje viši rejting od stvarnog. Organizatori stalno pozivaju neke ljude jer imaju isti rejting i taj rejting ostaje visok." Možda kao odgovor na to, Halifman je pozvan na sljedeći linareski turnir i dobro odigrao, iako je završio iza pobjednika Kasparova.
Također je osvojio i Juniorsko prvenstvo SSSR-a 1982., Prvenstvo SSSR-a 1984., Prvenstvo Moskve 1985. i 1987., Groningen 1990., Ter Apel 1993., Eupen 1994., Sankt-Peterburg 1995., Rusko prvenstvo 1996., Velemajstorski turnir u St. Petersburgu 1997., Aarhus 1997, Svjetsko ekipno prvenstvo u Luzernu 1997, Bad Wiessee 1998., Hoogenveen 2000 i turnire Šahovske olimpijade 2000. godine.
Sa svojim trenerom Genadijem Nesisom vodi šahovsku akademiju u St. Petersburgu nazvanu "Velemajstorska šahovska škola". Tu trenira igrače iz cijelog svijeta, vodeći se motom: "Šah = intelekt + karakter".

## Odabrane partije
- Lalić - Halifman, Anibal Open 1997, Benkov gambit: Prihvaćeni, Dlugyjeva varijanta (A57)
- Halifman - Nisipeanu, Eliminacijski meč za SP, 1999, Katalonsko otvaranje: Zatvorena varijanta (E01)
- Halifman - Barejev, Corus 2002, Francuska obrana: Rubinsteinova varijanta, Blackburneova obrana (C10)

## Vanjske poveznice
- Halifmanova FIDE kartica
- Halifmanov profil na chessgames.com
- Životopis
- Šahovski problemi iz Halifmanovih partija
- Intervju s Halifmanom (2005)
- Intervju s Halifmanom (2008)
- Dvodijelni intervju s Halifmanom (2010.) 1. dio; 2. dio

| Prethodnik:     | Svjetski šahovski prvak (FIDE) 1999 - 2000. | Nasljednik:       |
| Anatolij Karpov | Svjetski šahovski prvak (FIDE) 1999 - 2000. | Viswanathan Anand |